# Acantholycosa norvegica
Petite Lycose des Sudètes
Espèce
Acantholycosa norvegica , la Petite Lycose des Sudètes, est une espèce d'araignées aranéomorphes de la famille des Lycosidae.

## Répartition

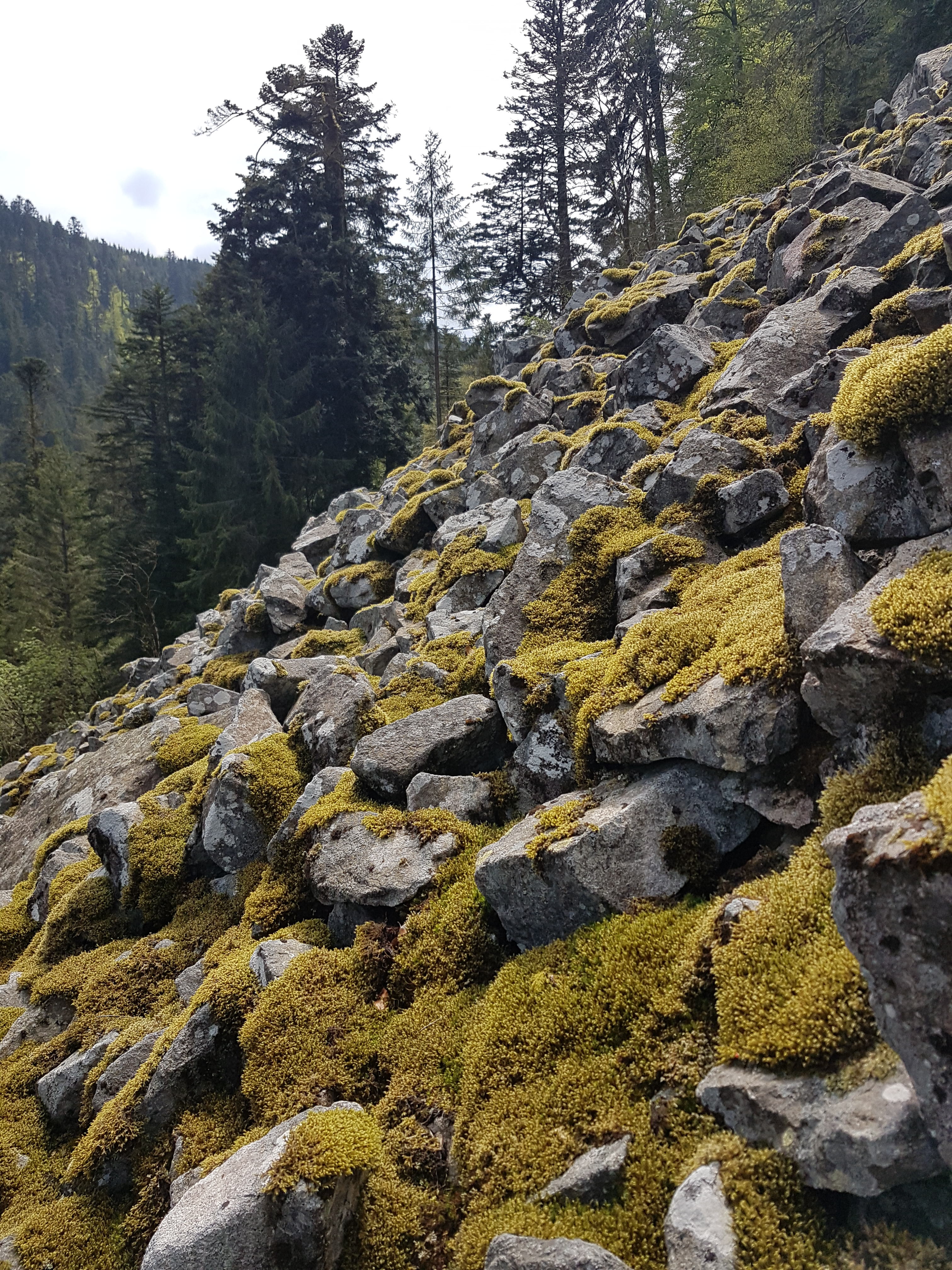
Pierrier accueillant Acantholycosa norvegica dans les Vosges

Décrite à partir d'un spécimen découvert en Norvège, la majorité de la population se trouve dans le Nord de l'Europe. Il existe cependant une sous-espèce, Acantholycosa norvegica sudetica, que l'on peut trouver dans les Alpes, les Vosges (donc en France) ou encore les Carpates.

## Habitat
Elle se rencontre sur les rochers ou dans les grottes au-dessus de la limite des arbres.

## Description
Le mâle mesure entre 6 et 7 mm et la femelle entre 7,5 et 9 mm.

## Systématique et taxinomie
L'espèce est décrite sous le nom de Lycosa norvegica par Tord Tamerlan Teodor Thorell en 1872. En 1936, elle est reclassée dans le genre Acantholycosa par Dmitry Kharitonov (en).
Acantholycosa norvegica a pour synonymes:
- Acantholycosa atalanta (L.Koch, 1879)

- Acantholycosa beklemischevi Charitonov, 1936
- Acantholycosa fedotovi Charitonov, 1936
- Acantholycosa foveata (Odenwall, 1901)
- Acantholycosa raboti (Simon, 1887)
- Acantholycosa spasskyi Charitonov, 1936
- Lycosa norvegica Thorell, 1872

La validité de la sous-espèce Acantholycosa norvegica sudetica est discutée du fait de la grande variabilité de l'espèce.

## Danger sur l'espèce
L'espèce est classée en danger critique sur la liste rouge des araignées de France métropolitaine.

## Publication originale
- (en) Tord Tamerlan Teodor Thorell, Remarks on synonyms of European spiders, Uppsala, C. J. Lundström, 1872 (lire en ligne), p. 229-374